# Euphorbia gossypina
Euphorbia gossypina es una especie fanerógama perteneciente a la familia de las euforbiáceas. Es endémica del este de África.

## Descripción
Es una planta arbustiva suculenta muy ramificada perennifolia, que alcanza un tamaño de 1,5 m de altura o pequeño árbol de 4 metros de alto, con las ramas extendidas, ± suculentas, de ± 1 cm de espesor, de color marrón oscuro.

## Ecología
Se encuentra en matorrales con Acacia, Commiphora, praderas ligeramente arboladas; a una altitud de 15-1900 metros.

## Variedades
- Euphorbia gossypina ssp. gossypina
- Euphorbia gossypina ssp. mangulensis S.Carter 1999

## Taxonomía
Euphorbia gossypina fue descrita por Ferdinand Albin Pax y publicado en Botanische Jahrbücher für Systematik, Pflanzengeschichte und Pflanzengeographie 19: 119. 1894.
Etimología
Euphorbia: nombre genérico que deriva del médico griego del rey Juba II de Mauritania (52 a 50 a. C. - 23), Euphorbus, en su honor – o en alusión a su gran vientre –  ya que usaba médicamente Euphorbia resinifera. En 1753 Carlos Linneo asignó el nombre a todo el género.
gossypina: epíteto latino que hace referencia a su similitud con el algodón o Gossypium.
Sinonimia
- Tirucallia gossypina (Pax) P.V.Heath (1996).[6][7]